# 42-я Македонская дивизия
42-я Македонская дивизия НОАЮ (сербохорв. 42. македонска дивизија НОВЈ / 42. makedonska divizija NOVJ, макед. Четириесет и втора македонска дивизија на НОВЈ) — воинское формирование НОАЮ, участвовавшее в Народно-освободительной войне Югославии. Дивизия набиралась из числа македонских и албанских добровольцев.

## История
Образована 7 сентября 1944 в деревне Лисиче около Велеса из сил 3-й, 8-й и 12-й македонских бригад. С октября 1944 года в подчинении 16-му македонскому армейскому корпусу НОАЮ. К ноябрю численность дивизии насчитывала 4136 солдат и офицеров. Боевое крещение приняла под Скопье в боях за дороги на Велес и Тетово. 9 ноября дивизией был взят город Велес, а 13 ноября — Скопье. В декабре дивизией была освобождена часть Косово.
В начале января 1945 года в состав дивизии были введены 3-я и 16-я македонские ударные бригады, 7-я албанская бригада и 1-я македонская артиллерийская бригада. Дивизию перевели в 15-й армейский корпус. Конец войны она встретила на Сремском фронте.

## Штаб командования
- Коста Яшмаков — командир и начальник штаба
- Перо Ивановский — командир
- Миливое Грозданич — командир[1]
- Бано Русо — политрук[1]
- Жамила Колономос — заместитель политрука
- Стерё Кранго
- Атанас Забазновский — секретарь СКМЮ
- Муртеза Пеза — начальник политотделения